# Microcebus griseorufus
- Commons
- Wikispecies

Lêmure-rato-cinza-avermelhado (Microcebus griseorufus) é uma espécie  de lêmure pertencente à família Cheirogaleidae.